# Grand Island (gruppo musicale)
I Grand Island sono un gruppo musicale norvegese, formato ad Oslo, in Norvegia, nel 2004.

## Storia
La band, che riunisce membri dalle città  di Moss, Sørumsand e Oslo ha pubblicato il suo primo album, Say No To Sin nel 2006. I componenti si autodefiniscono appartenenti allo stile musicale southern indie.
L'album Say No To Sin è stato ben accolto in Norvegia ed è apparso in molte liste dei migliori album del 2006.
I Grand Island hanno pubblicato il loro secondo disco Boys and Brutes nella primavera 2008. L'album è stato candidato allo Spellemannprisen come miglior disco rock.
Il cantante e chitarrista Espen Gustavsen suona anche nei Johnny Cane Band con Terje Krumins della band norvegese Superfamily.
I Grand Island nel 2014 hanno realizzato la colonna sonora del film documentario An Artic Space Odyssey.

## Formazione
- Eirik Iversen - basso
- Inge Brodersen - basso (2004–2008)
- Nils Brodersen - batteria / Percussioni
- Jon Iver Helgaker - tastiere / Voci
- Espen Gustavsen- Voce / Chitarra
- Pål Gustavsen - banjo / Chitarra / Voci

## Discografia

### Album in studio
- 2007 - Say No to Sin
- 2009 - Boys & Brutes
- 2010 - Songs from Östra Knoll 1:22 (Sinalong Records)
- 2013 - Della Loved Steve (Sinalong Records)
- 2014 - Original score for the film an Artic Space Odyssey (Sinalong Records) colonna sonora
- 2019 - Young Hawk & I

### Singoli
- 2006 - Us Annexed (Racing Junior)
- 2008 - Wish It Was Summer Always (Racing Junior)
- 2009 - Angelila (Sinalong Records)
- 2010 - Suffer/Lid Min Kjære (Sinalong Records)
- 2013 - Oh, You Know Me Well (Sinalong Records)
- 2013 - Light, Lead the Way (Sinalong Records)